# Jack Nichols
Jack Edward Nichols (9 de abril de 1926 — 24 de dezembro de 1992) foi um jogador norte-americano de basquete profissional que disputou nove temporadas na Basketball Association of America (BAA) e na National Basketball Association (NBA). Foi selecionado pelo Washington Capitols como a décima segunda escolha geral no draft da BAA (hoje NBA) em 1948.